# Brian O'Conner
Brian O'Conner és un personatge de ficció interpretat pel difunt actor Paul Walker en la franquícia fílmica The Fast and the Furious. Després de la defunció de l'actor el seu personatge serà interpretat perScott Eastwood. Actualment, Brian O'Conner és el personatge que ha aparegut durant més minuts en el total de pel·lícules de la saga.

## Aparicions en pel·lícules

### The Fast and the Furious
Brian O'Conner, que es fa passar per Brian Earl Spliner, un detectiu del Departament de Policia de Los Angeles que és enviat encobert pel FBI per localitzar i detenir als tripulants dels segrestadors de camions. Ell treballa a temps parcial en la tenda d'Harry, per connectar amb carreres de carrer i saber més sobre els equips, i es connecta amb Dom després que impedís que Dominic 'Dom' Toretto fos arrestat. La primera vegada que condueix un Mitsubishi Eclipse 2G RS 420 verd, un Ford Rac vermell i més tard, un Toyota Supra Mk IV 1995 taronja.

### 2 Fast 2 Furious
En la segona pel·lícula, ell es mostra que viu a Miami com un corredor del carrer, i després de guanyar una carrera, O'Conner és capturat per agents de Duanes i va oferir un acord per participar en una junta de Duanes / FBI operació a canvi del seu penal registre que està sent netejada. Ell s'uneix amb un amic de la infància roman Pearce (Tyrese Gibson), i els dos van d'incògnit com a corredors del carrer, amb el temps aprèn a senyor Carter Veron.

### Fast & Furious
En la quarta pel·lícula, després dels seus crims perdonats, O'Conner es converteix en un agent de l'FBI i se li dona la tasca de derrocar Arturo Braga (Ramón Campos) (John Ortiz), un narcotraficant conegut. O'Conner, així com Toretto, tant infiltren tripulació de Braga. Mentre Braga és finalment detingut, Toretto és arrestat i condemnat a presó, així, la qual cosa resulta en O'Conner, Mia, i els membres de la tripulació de Toretto interceptar l'autobús de la presó per alliberar a Dominic de la custòdia.

### Fast Five
En la cinquena pel·lícula, O'Conner i Toretto queden atrapats en un foc creuat amb l'empresari corrupte i drogues despietat senyor Hernán Reyes, a Rio de Janeiro i complot per robar tots els diners de Reyes per comprar la seva llibertat. Es revela en Fast Five que el pare d'O'Conner no estava allí per a ell i O'Conner no sap gens d'ell, a diferència de l'estret vincle que el pare de Toretto va tenir amb els seus dos fills. Sovint se li preocupava que es comportarà de la manera que ho va fer el seu pare, però Toretto li va assegurar que ell no perquè va a mantenir un ull en ell si ho fa. O'Conner havia estat en detenció juvenil amb Roman abans de convertir-se en un policia. O'Conner també ha reavivat la seva relació amb Mia, i ella queda embarassada del seu fill.

### Furious 7
En la pel·lícula setè i últim com un personatge principal, Brian i la resta de la tripulació de retorn als EUA i la vida normal en viu de nou. Brian comença a acostumar-se a la vida com un pare, però no aconsegueix la vella vida que una vegada va gaudir. Mentrestant, Dominic 'Dom' Toretto (Vin Dièsel) s'assabenta que la seva germana, Mia (Jordana Brewster), que està embarassada de nou, i que té temor de dir-li a Brian pel seu anhel que estranya les bales. No obstant això, la seva casa és destruïda per Deckard Shaw (Jason Statham), germà d'Owen Shaw, que ha sortit del seu amagatall de venjança, la qual cosa obliga a Brian, Roman (Tyrese Gibson), Tej (Chris "Ludacris" Bridges), Letty (Michelle Rodriguez) i Dom anar després d'ell. Abans de sortir, Brian fa una promesa a Mia que després de detenir a Shaw, ell es va a dedicar-se a la seva família. Ells va a rescatar a Ramsey (Nathalie Emmanuel), un hacker que té un dispositiu conegut com a 'Ull de Déu' que pot localitzar a qualsevol persona a la Terra, l'equip de llançaments des de l'aire els seus cotxes sobre el Caucas Muntanyes i l'emboscada de Jakande i el rescat Ramsey, descobrir que ella és una dona jove. Després es dirigeixen a Abu Dhabi, on un multimilionari ha adquirit la unitat flaix que conté els ulls de Déu. L'equip es trenca en el seu àtic i aconsegueixen robar la unitat flaix. En les dues ocasions, l'equip és perseguit per Shaw, que s'involucra en el combat amb Dom, amb l'equip amb prou feines va aconseguir escapar. Amb els ulls de Déu, l'equip aconsegueix localitzar a Shaw, que està esperant en una fàbrica remot. Dom, Brian i Mr. Nobody, juntament amb una unitat d'operacions encobertes, intenten capturar Shaw però són emboscats per militants Jakande i Jakande que s'han aliat amb Deckard. Després de l'emboscada, els homes de Nobody moren i ningú es lesiona, si aconsegueix escapar amb Toretto i Brian, mentre Jakande obté els ulls de Déu. Ningú adverteix Brian i Dom Jakande que utilitzarà els ulls de Déu per caçar a Ramsey, qui és l'únic que pot destruir-ho. Condueixen, deixant a ningú darrere que ser evacuats per un del seu 'stand-by' helicòpters. En no tenir una altra opció, l'equip de retorn a Los Angeles per combatre Shaw, Jakande i els seus homes a la seva pròpia casa. Dom planeja enfrontar Shaw solament mentre Brian i la resta de la tripulació es preparen per fer front a Jakande. Així com que s'estan preparant, Brian crida Mia i professa el seu amor, per temor al fet que no pot sobreviure, i s'assabenta que està embarassada d'una nena, motivant-ho a tornar amb vida. Mentre Jakande persegueix Brian i la resta de la tripulació amb un helicòpter d'atac furtiu i un UAV, amb els ulls de Déu per localitzar a Ramsey, que amb prou feines sobreviuen i aconsegueixen tancar els ulls de Déu amb l'ajut de Brian per establir una connexió de Ramsey hackear ella. En la seqüela, Hobbs mata Jakande per trets de la borsa de magranes que Dom va aconseguir llançar l'interior de l'helicòpter, mentre que també treure la UAV. Deckard és derrotat per Dom i empresonat. Finalment, en la pau, l'equip de celebrar a la platja. Mentre que Brian i Mia juguen amb el seu fill, Dom, Letty, Ramsey, romana i Tej observen, apreciant la seva felicitat i reconeixent que Brian està millor es va retirar amb la seva família. Dom silenci es va, no voler pertorbar el moment feliç i es va. Avisos Brian i les hi arregla per posar-se al dia amb ell, demanant-li Dom "Vostè va pensar que podria deixar sense dir adéu?" A mesura que s'aixeca al costat del cotxe de Dom en la seva blanca Toyota Supra (una referència de com va acabar la primera pel·lícula). Es miren l'u a l'altre i somriure, després licitar entre si de comiat mentre condueixen en adreces separades.

## Mort de Paul Walker
El 30 de novembre de 2013, Paul Walker va morir en un accident automobilístic, anant com a copilot, després de xocar contra un arbre quan es trobava de camí, juntament amb el seu amic salvadorenc Roger Rodas que conduïa, a un esdeveniment de caritat i que a més formava part d'una fundació, realitzat per Reach Out Worldwide per a les víctimes del tifó Haiyan a les Filipines. Amb l'anterior, el futur de l'eventual setè lliurament queda en mans de moment dels productors de la franquícia, que fins al moment portava 1 mes de producció, la qual cosa fa incert la continuïtat de la pel·lícula i la destinació del personatge que l'actor Paul Walker (Brian O'Conner) pugui tenir en l'actual filmació, no obstant això molts portals d'Internet no confirmen encara la cancel·lació o la imminent suspensió dels enregistraments arran de la mort del reconegut actor, per la qual cosa es creu que la data d'estrena, o continuïtat de la franquícia més enllà de l'anunciada setè lliurament queda en total misteri, i fins i tot, es presumeix la possibilitat que aquesta mateixa sigui l'última de la saga, arran de mantenir el respecte per la defunció de Paul Walker.
Després de la inesperada defunció de Walker, molt es va especular amb el futur de la saga, arribant a filtrar-se falsos rumors d'una possible arribada d'actors o celebritats allunyades del món del cinema, per reemplaçar al mort actor. No obstant això, durant la segona setmana de desembre, es va donar a conèixer la informació que la pel·lícula continuaria el seu rodatge i que per mantenir al personatge que donés vida Walker en la franquícia, seria contractat com el seu substitut el seu propi germà Cody. Cody Walker, és el germà menor de Paul (15 anys menor que ell), qui igual que el seu germà va abraçar la vocació de l'actuació, encara que si escau particular, especialitzant-se com a doble de risc. Al principi, l'acord seria el de completar les escenes que va deixar Paul sense gravar, realitzant-se preses d'esquena o de plànols llunyans i així mateix, en el cas d'efectuar preses de plànol proper i malgrat la gran semblança de tots dos, apel·lar al sistema d'inserció de rostres CGI, per suplantar el rostre de Cody pel del seu germà mort.